# ピンクライン (バンコク)
ピンクラインは、タイ王国首都バンコクのモノレール路線である。国営交通公社MRTA（英語: Mass Rapid Transit Authority of Thailand）が路線の建設や施設の保有を行い、合弁事業BSR Joint Ventureが出資する民間企業ノーザン・バンコク・モノレール株式会社が運営する上下分離方式を導入している。
2023年11月21日、本線の公開試運転が開始、翌2024年1月7日に本線の営業運転が開始された。また、支線(ムアントンターニー線）が2025年6月正式開業を控えている。

## 歴史
もともと、当線は標準軌の高架鉄道として計画されたものであったが、建設費削減のためモノレールに変更された。
- 2016年 12月 - BSR、入札により30年間の事業運営権を取得する[6]
- 2017年
  - 6月16日 - BSR、MRTAと本契約
  - 12月 - 建設開始[7]
- 2021年
  - 2月9日 - 内閣、ムアントンターニー線の建設を承認[8]
  - 9月26日 - MRTA、2022年6月に部分開業予定と発表[9][注釈 2]
  - 10月末 - 建設進捗は83.40%[10]。
  - 12月9日 - ミンブリー - バーンチャン間にて試運転開始[1]
- 2022年
  - 4月 - 同年の公開試運転開始、正式開業の下方修正があわせて報じられる。なお報道媒体によって試運転開始が9月とも12月とも報じられている[11][12]。
  - 5月 - ラックシー - ミンブリー間、同年9月より3ヶ月間の公開試運転（一般人でも乗車できる無料開放期間）開始と報じられる[13]。順調であれば同年12月より同区間の営業運転開始が見込まれる。
- 2023年
  - 6月末 - 建設進捗は96.97%[14]。
  - 7月 - ガバメントコンプレックス - ミンブリー間、同年8月または9月より公開試運転、同年11月より営業運転開始予定と報じられる[14]。
  - 9月 - 同年11月より公開試運転、同年12月より営業運転開始予定と報じられる[15]。
  - 11月21日 - ノンタブリーシビックセンター - ミンブリー間にて公開試運転（無料試乗）を開始[16]。
  - 12月24日 - レールが脱落する事故が起きる[17]。
- 2024年 1月7日 - 営業運転（料金徴収）を開始。
- 2025年
  - 3月28日 -  ミャンマーで発生した大地震の影響で全線運行停止。
  - 3月31日 -  暫定運行開始。ミンブリー駅の設備復旧のため同駅とタラートミンブリー駅間をバス代走とする[18]。
  - 4月15日 - 復旧完了、全線運転再開[19]
  - 5月16日 - 支線（ムアントンターニー線）開業前の視察が行われる[4]。
  - 5月20日 - 支線の公開試運転を開始[5]。

### 計画
ミンブリー駅より国道3119号線に沿って南下し、スワンナプーム空港へ延伸する構想がある。(M-MAP2に記載)

## 車両
ボンバルディア/アルストム en:Innovia Monorail 300シリーズが導入された。中国中車南京浦鎮車輛がライセンスを受けて製造した。
当線向け4両42編成、イエローライン向け4両30編成、合計288両が約500億 バーツで発注された。

## 路線
本線
| 駅番号 | 駅名                                                                       | 英語駅名                     | タイ語駅名            | 備考                                                                   | 所在地               | 開業日                                                |
| ------ | -------------------------------------------------------------------------- | ---------------------------- | --------------------- | ---------------------------------------------------------------------- | -------------------- | ----------------------------------------------------- |
|        |                                                                            |                              |                       |                                                                        |                      |                                                       |
| PK01   | ノンタブリーシビックセンター駅 (スーンラチャガーン ノンタブリー駅)         | Nonthaburi Civic Center      | ศูนย์ราชการนนทบุรี        | ■パープルライン(PP11) ■ブラウンライン（英語版）(B1)(計画中)            | ムアンノンタブリー郡 | 2023年11月21日公開試運転開始 2024年1月7日営業運転開始 |
| PK02   | ケーラーイ駅                                                               | Khae Rai                     | แคราย                 | ■ブラウンライン(B2)                                                    | ムアンノンタブリー郡 | 2023年11月21日公開試運転開始 2024年1月7日営業運転開始 |
| PK03   | サナームビンナーム駅                                                       | Sanambin Nam                 | สนามบินน้ำ              |                                                                        | ムアンノンタブリー郡 | 2023年11月21日公開試運転開始 2024年1月7日営業運転開始 |
| PK04   | サーマキー駅                                                               | Samakkhi                     | สามัคคี                 |                                                                        | ムアンノンタブリー郡 | 2023年11月21日公開試運転開始 2024年1月7日営業運転開始 |
| PK05   | グロムチョンプラターン駅 （ロイヤルイリゲーションデパートメント駅）        | Royal Irrigation Department  | กรมชลประทาน           | （和訳）王立灌漑局駅                                                   | パーククレット郡     | 2023年11月21日公開試運転開始 2024年1月7日営業運転開始 |
| PK06   | イェークパーククレット駅                                                   | Yaek Pak Kret                | แยกปากเกร็ด            |                                                                        | パーククレット郡     | 2023年11月21日公開試運転開始 2024年1月7日営業運転開始 |
| PK07   | リアンムアンパーククレット駅 （パーククレットバイパス駅）                  | Pak Kret Bypass              | เลี่ยงเมืองปากเกร็ด       |                                                                        | パーククレット郡     | 2023年11月21日公開試運転開始 2024年1月7日営業運転開始 |
| PK08   | チェンワッタナパーククレット28駅                                           | Chaeng Wattana-Pak Kret 28   | แจ้งวัฒนะ-ปากเกร็ด 28    |                                                                        | パーククレット郡     | 2023年11月21日公開試運転開始 2024年1月7日営業運転開始 |
| PK09   | シーラット駅                                                               | Si Rat                       | สถานีศรีรัช              |                                                                        | パーククレット郡     | 2023年11月21日公開試運転開始 2024年1月7日営業運転開始 |
| PK10   | ムアントンターニー駅                                                       | Muang Thong Thani            | เมืองทองธานี            | ■ムアントンターニー線(後述)と接続 計画当初シーラット駅と呼称されていた | パーククレット郡     | 2023年11月21日公開試運転開始 2024年1月7日営業運転開始 |
| PK11   | チェンワッタナ14駅                                                         | Chaeng Watthana 14           | แจ้งวัฒนะ 14            |                                                                        | ラックシー区         | 2023年11月21日公開試運転開始 2024年1月7日営業運転開始 |
| PK12   | ガバメントコンプレックス駅 （スーンラチャガーン チャルームプラキアット駅） | Government Complex           | ศูนย์ราชการเฉลิมพระเกียรติ |                                                                        | ラックシー区         | 2023年11月21日公開試運転開始 2024年1月7日営業運転開始 |
| PK13   | トーラカマナーコムヘンチャート駅 （ナショナルテレコム駅）                  | National Telecom             | โทรคมนาคมแห่งชาติ       | 計画当初 TOT駅と呼称されていた                                         | ラックシー区         | 2023年11月21日公開試運転開始 2024年1月7日営業運転開始 |
| PK14   | ラックシー駅                                                               | Lak Si                       | หลักสี่                  | ■ダークレッドライン(RN6) タイ国有鉄道・北本線 / 東北本線               | ラックシー区         | 2023年11月21日公開試運転開始 2024年1月7日営業運転開始 |
| PK15   | ラチャパットプラナコーン駅                                                 | Rajabhat Phranakhon          | ราชภัฏพระนคร           |                                                                        | バーンケーン区       | 2023年11月21日公開試運転開始 2024年1月7日営業運転開始 |
| PK16   | ワット・プラシーマハタート駅                                               | Wat Phra Sri Mahathat        | วัดพระศรีมหาธาตุ         | ■スクムウィット線(N17)                                                 | バーンケーン区       | 2023年11月21日公開試運転開始 2024年1月7日営業運転開始 |
| PK17   | ラームイントラ3駅                                                          | Ram Inthra 3                 | รามอินทรา 3            |                                                                        | バーンケーン区       | 2023年11月21日公開試運転開始 2024年1月7日営業運転開始 |
| PK18   | ラートプラカオ駅                                                           | Lat Pla Khao                 | ลาดปลาเค้า             |                                                                        | バーンケーン区       | 2023年11月21日公開試運転開始 2024年1月7日営業運転開始 |
| PK19   | ラームイントラ4km駅                                                        | Ram Inthra Kor Mor 4         | รามอินทรา กม.4         |                                                                        | バーンケーン区       | 2023年11月21日公開試運転開始 2024年1月7日営業運転開始 |
| PK20   | マイヤラープ駅                                                             | Maiyalap                     | มัยลาภ                 |                                                                        | バーンケーン区       | 2023年11月21日公開試運転開始 2024年1月7日営業運転開始 |
| PK21   | ワチャラポーン駅                                                           | Vatcharaphol                 | วัชรพล                 | ■グレーライン（英語版）（計画中)                                       | バーンケーン区       | 2023年11月21日公開試運転開始 2024年1月7日営業運転開始 |
| PK22   | ラームイントラ6km駅                                                        | Ram Inthra Kor Mor 6         | รามอินทรา กม.6         |                                                                        | カンナーヤーオ区     | 2023年11月21日公開試運転開始 2024年1月7日営業運転開始 |
| PK23   | クーボーン駅                                                               | Khu Bon                      | คู้บอน                  |                                                                        | カンナーヤーオ区     | 2023年11月21日公開試運転開始 2024年1月7日営業運転開始 |
| PK24   | ラームイントラ9km駅                                                        | Ram Inthra Kor Mor 9         | รามอินทรา กม.9         |                                                                        | カンナーヤーオ区     | 2023年11月21日公開試運転開始 2024年1月7日営業運転開始 |
| PK25   | アウターリングロードラームイントラ駅 （ウォンウィアンラームイントラ駅）    | Outer Ring Road - Ram Inthra | วงแหวนรามอินทรา        |                                                                        | カンナーヤーオ区     | 2023年11月21日公開試運転開始 2024年1月7日営業運転開始 |
| PK26   | ノッパラット駅                                                             | Nopparat                     | นพรัตน์                 |                                                                        | カンナーヤーオ区     | 2023年11月21日公開試運転開始 2024年1月7日営業運転開始 |
| PK27   | バーンチャン駅                                                             | Bang Chan                    | บางชัน                 |                                                                        | ミンブリー区         | 2023年11月21日公開試運転開始 2024年1月7日営業運転開始 |
| PK28   | セッタブットバンペン駅                                                     | Setthabutbamphen             | เศรษฐบุตรบำเพ็ญ         |                                                                        | ミンブリー区         | 2023年11月21日公開試運転開始 2024年1月7日営業運転開始 |
| PK29   | タラートミンブリー駅 (ミンブリーマーケット駅)                              | Min Buri Market              | ตลาดมีนบุรี              | （和訳）ミンブリー市場駅                                               | ミンブリー区         | 2023年11月21日公開試運転開始 2024年1月7日営業運転開始 |
| PK30   | ミンブリー駅                                                               | Min Buri                     | มีนบุรี                  | ■オレンジライン(OR28) (建設中) 車両基地併設                            | ミンブリー区         | 2023年11月21日公開試運転開始 2024年1月7日営業運転開始 |
|        |                                                                            |                              |                       |                                                                        |                      |                                                       |

ムアントンターニー線
インパクト・ムアントーンターニーコンベンションセンターへのアクセス手段として延伸決定された。全長 2.8 km、2025年6月17日正式開業予定。
| 駅番号 | 駅名                                                      | 英語駅名                  | タイ語駅名        | 備考                         | 所在地           | 開業日                                              |
| ------ | --------------------------------------------------------- | ------------------------- | ----------------- | ---------------------------- | ---------------- | --------------------------------------------------- |
|        |                                                           |                           |                   |                              |                  |                                                     |
| PK10   | ムアントンターニー駅                                      | Muang Thong Thani         | เมืองทองธานี        | ■ 本線と接続                 | パーククレット郡 | 2025年5月20日 公開試運転 2025年6月17日 営業開始予定 |
| MT01   | インパクトムアントンターニー駅                            | Impact Mueang Thong Thani | อิมแพ็ค เมืองทองธานี  | コンベンションセンター最寄駅 | パーククレット郡 | 2025年5月20日 公開試運転 2025年6月17日 営業開始予定 |
| MT02   | タレーサープムアントンターニー駅 (ムアントンターニー湖駅) | Mueang Thong Thani Lake   | ทะเลสาบเมืองทองธานี |                              | パーククレット郡 | 2025年5月20日 公開試運転 2025年6月17日 営業開始予定 |
|        |                                                           |                           |                   |                              |                  |                                                     |

## 駅の所在地
| 区（ケート）     | クウェーン      | 駅番号（PK省略) | 道路                                      | 道路                                      |
| ---------------- | --------------- | --------------- | ----------------------------------------- | ----------------------------------------- |
| ラックシー区     | Thung Song Hong | 11・12・13      | 国道304号線                               | チェンワッタナ通り                        |
| ラックシー区     | Talat Bang Khen | 14              | 国道304号線                               | チェンワッタナ通り                        |
| バーンケーン区   | Anusawari       | 15              | 国道304号線                               | チェンワッタナ通り                        |
| バーンケーン区   | Anusawari       | 16              | 国道304号線                               | パホンヨーティン通り                      |
| バーンケーン区   | Anusawari       | 17・18・19      | 国道304号線                               | ラームイントラ通り （泰） ถนนรามอินทรา     |
| バーンケーン区   | Tha Raeng       | 20・21          | 国道304号線                               | ラームイントラ通り （泰） ถนนรามอินทรา     |
| カンナーヤーオ区 | Ram Inthra      | 22・23・24      | 国道304号線                               | ラームイントラ通り （泰） ถนนรามอินทรา     |
| カンナーヤーオ区 | Khan Na Yao     | 25・26          | 国道304号線                               | ラームイントラ通り （泰） ถนนรามอินทรา     |
| ミンブリー区     | Min Buri        | 27・28          | 国道304号線                               | ラームイントラ通り （泰） ถนนรามอินทรา     |
| ミンブリー区     | Min Buri        | 29              | （英）Sihaburanukit Rd. （泰）ถนนสีหบุรานุกิจ | （英）Sihaburanukit Rd. （泰）ถนนสีหบุรานุกิจ |
| ミンブリー区     | Min Buri        | 30              |                                           |                                           |

## 運用
2025年5月時点は以下の通り。
- 本線 - 平日 5 - 10 分間隔、休祝日 10分間隔（早朝深夜を除く）
- 支線 - 毎日 10分間隔

## 事故
- 2023年12月24日午前5時頃、車両に電力を供給するレールが、約4kmの区間にわたって落下した。地上の自動車3台が損傷する被害を受けた[17]。